# 栄光何するものぞ
『栄光何するものぞ』（What Price Glory）は1952年のアメリカ合衆国の映画。1924年に書かれた喜劇『What Price Glory?』をジョン・フォード監督によって映画化した作品。出演はジェームズ・キャグニーなど。
ピア・アンジェリの双子の姉妹であるマリサ・パヴァンは、本作が映画デビュー作となった。
『What Price Glory?』は1926年にも『栄光』として映画化されている。

## キャスト
| 役名         | 俳優                     | 日本語吹替  | 日本語吹替 |
| 役名         | 俳優                     | NETテレビ版 | PDDVD版    |
| ------------ | ------------------------ | ----------- | ---------- |
| フラッグ     | ジェームズ・キャグニー   | 近石真介    | 佐々木省三 |
| シャルメーヌ | コリンヌ・カルヴェ       | 公卿敬子    | 岡本章子   |
| クワート     | ダン・デイリー           | 羽佐間道夫  | 佐藤祐四   |
| カイパー     | ウィリアム・デマレスト   | 小林清志    |            |
| アルドリッチ | クレイグ・ヒル           | 石森達幸    |            |
| ルイスン     | ロバート・ワグナー       |             | 鈴木貴征   |
| ニコール     | マリサ・パヴァン         |             | 藤田瑞希   |
| ムーア       | マックス・ショウォルター |             |            |
| コークリー   | ジェームズ・グリースン   |             |            |
| リピンスキー | ウォーリー・ヴァーノン   |             | 大塚智則   |
| ピート       | アンリ・レトンダル       |             |            |
| ガウディ     | ポール・フィックス       |             |            |

- NETテレビ版：初回放送1968年2月11日『日曜洋画劇場』

## スタッフ
- 監督：ジョン・フォード
- 製作：ソル・C・シーゲル
- 原作：マックスウェル・アンダーソン、ローレンス・スターリングス
- 脚本：フィービー・エフロン、ヘンリー・エフロン
- 撮影：ジョー・マクドナルド
- 編集：ドロシー・スペンサー
- 音楽：アルフレッド・ニューマン